# 絶対に笑ってはいけないアメリカンポリス24時!
『絶対に笑ってはいけないアメリカンポリス24時!』（ぜったいにわらってはいけないアメリカンポリスにじゅうよじ）は、2017年12月31日（日曜日）18:30（午後6時30分） - 2018年1月1日（月曜日）0:30（午前0時30分、JST）にかけて、日本テレビ制作のバラエティー番組『ダウンタウンのガキの使いやあらへんで! 大晦日年越しSP!』として放送された特別番組。NNN30局全局同時ネット。
1月6日（土曜日）21:00 - 22:54には、完全版が放送された。

## 概要
「笑ってはいけないシリーズ」の通算15作目。2006年に放送された『絶対に笑ってはいけない警察24時』と同じく警察署が舞台という設定であるが、内容は大きく異なる。
2017年4月2日から使用されている、2代目ロゴに変わり、エクスクラメーションも1個となった。
2012年に放送された『絶対に笑ってはいけない熱血教師24時』以来、3局クロスネット局のテレビ宮崎では未ネットが続いていたが、本作では5年ぶりに同時ネットに復帰する。
レギュラー放送では2017年4月2日より字幕テロップのフォントが刷新されたが、本作についてはおおむね前作までの字幕テロップが引き続き使用されている。またスタジオの出囃子やセット、スタッフロールのフォントもそのまま使われている。（翌年以降も）。
本作より、勤務先（舞台）の冠がそれまでの「ガースー黒光り」から「ヘイポーおまめ」へ変更されたほか、『新聞社』から9年間続いていた昼食のゲームが廃止されている。また、浜田のブラックフェイスに対するポリコレ的な意見や、ベッキーへのタイキックに対するバッシング等が飛び交ってしまった所謂「問題作」といえる。
2018年11月28日にDVDシリーズ第24弾として本編ディスク4枚に加え、特典ディスク1枚のデジパック仕様の初回限定版DVDと、本編ディスク2枚組と特典ディスク1枚が入ったデジパック仕様の初回限定版Blu-rayバージョンと本編を1枚ずつ4巻に分けた通常版DVDの3種類が発売された。

### メンバー
『絶対に笑ってはいけない病院24時』以降、ガキの使いメンバー5人で実施され、罰ゲームを受ける。
| アメリカンポリス24時のメンバー （台詞テロップの色） | 第一印象                                         | お仕置き（ケツバット）を受けた回数                 |
| --------------------------------------------------- | ------------------------------------------------ | -------------------------------------------------- |
| 松本（赤■）                                         | アメリカンパワフルポリス                         | 314回（タイキック1回、キス1回）                    |
| 浜田（青■）                                         | エディ・マーフィ（途中でおかっぱヅラにお色直し） | 277回（タイキック1回、鼻毛抜き1回）                |
| 方正（緑■）                                         | アメリカンエンジェルポリス                       | 214回（ビンタ1回）                                 |
| 遠藤（橙■）                                         | アメリカンハンサムポリス                         | 256回                                              |
| 田中（紫■）                                         | アメリカンげっそりポリス                         | 227回（タイキック3回、ビンタ2回、電気ショック2回） |
| 藤原（黒■）                                         |                                                  | -                                                  |

### 舞台
本作の舞台は、「ヘイポー州立おまめ中央警察署」（Heipo State Omame Central Police Department、略称HOCP。千葉県勝浦市の「国際武道大学」と旧「勝浦市立北中学校」跡地と旧「勝浦市立興津中学校」跡地（両校ともこの年に廃校）でのロケ）であり、メンバーは新米アメリカンポリスという設定である。

### スケジュール
- 08:00 - 勤務開始→バスネタ
- 09:30 - 浜田着替え→方正ハゲネタ→所長挨拶(未公開)→引き出しネタ(一部未公開)
- 11:30 - 田中タイキックネタ
- 00:00 - レクリエーション大会(一部未公開)
- 00:30 - 出演OKダービー2
- 01:00 - バスネタ(未公開)→パトカー移動(未公開)→捕まってはいけない(一部未公開)
- 03:00 - ポリスストーリー撮影1
- 03:15 - 引き出しネタ(一部未公開)
- 04:30 - ポリスストーリー撮影2
- 05:00 - 出演OKダービー3
- 05:30 - 取り調べ(一部未公開)
- 07:00 - ジミーVTR(一部未公開)→板尾1
- 08:00 - 報告会
- 09:30 - メンバーが名札を確認
- 10:00 - 蝶野ビンタ
- 11:00 - 体張り対決(一部未公開)
- 11:30 - 板尾2(未公開)
- 00:00 - 松本脱糞騒動
- 01:30 - 驚いてはいけない(一部未公開)
- 03:00 - エンディング

## 出演者

### 通常版
レギュラーメンバー
- ダウンタウン（松本人志・浜田雅功）
- 月亭方正
- ココリコ（遠藤章造・田中直樹）

引率・進行
- 藤原寛（ダウンタウン元マネージャー）

警察署行きバス内
- 秋山竜次（ロバート） - 赤ちゃん
- 奥菜恵 - ママ
- 若林正恭（オードリー） - ホスト
- 山﨑賢人 - ホスト（日曜ドラマ・トドメの接吻に出演、堂島旺太郎）
- 門脇麦 - 謎の女（日曜ドラマ・トドメの接吻に出演、佐藤宰子・キス女）
- 田口トモロヲ - 声（プロジェクトX）
- 千鳥（大悟・ノブ）

警察署内
出演OKダービーVTR
レイザーラモンHG
- ENTRY No.1 - 小林稔侍（出演NG）
- ENTRY No.2 - 亀田史郎（出演OK）
- ENTRY No.3 - 元谷芙美子（アパホテル取締役社長）（出演NG）

ふなっしー
- ENTRY No.1 - 西郷輝彦（出演OK）。
- ENTRY No.2 - 山崎貴（映画監督）（出演NG）
- ENTRY No.3 - 6代目三遊亭円楽（出演NG）

大西ライオン - DVDではカット
- ENTRY No.1 - 紫吹淳（出演OK）
- ENTRY No.2 - 小沢真珠（出演OK）
- ENTRY No.3 - 夏菜（出演OK）

老舗旅館湯けむり殺人事件VTR（タイキックVTR）
- 中村俊介 - 後輩刑事
- 秋本奈緒美 - 大女将
- 螢雪次朗 - 送迎
- 村田雄浩 - 板前（犯人）
- 中島ひろ子 - 仲居
- タイキック - 新人清掃員
- 小越那津実 - 若女将さとみ（被害者）
- 下城麻菜 - 仲居A
- 声 - 田口トモロヲ

対抗レクリエーション
- 千原ジュニア（千原兄弟） - 進行
- 久野静香（当時・日本テレビアナウンサー） - アシスタント

Team宮迫
- 宮迫博之（当時・雨上がり決死隊） - キャプテン
- 中岡創一（ロッチ）
- 的場浩司
- 菊地亜美
- 博多華丸（博多華丸・大吉）

Team藤本
- 藤本敏史（FUJIWARA） - キャプテン
- カンニング竹山
- 篠原信一
- 滝沢カレン

捕まってはいけないアメリカンポリス
- ムロツヨシ - 助っ人
- 木下隆行（TKO） - 出目金鬼
- 江頭2:50 - 江頭鬼

新作ポリス・ストーリー撮影
- 劇団ひとり - チャン・リン・シャン
- さくら一平 - 映画監督
- ポリス・ストーリーに出演の悪役のギャングとそのエキストラ

警察署内
- 横澤夏子 - 結婚相談所仲人
- ベッキー - 田中のお見合い相手
- 女性タイキックボクサー
- 方正の顔をしたチャッキーくん（声：高戸靖広）
- 板尾創路（130R） - 超凶悪犯・博士・元精神科医

取り調べ
- ケンドーコバヤシ - 鬼刑事
- 袴田吉彦 - アパ不倫の容疑者・不倫仮面
- 原田龍二 - 変態仮面
- 中澤隆範 - 取調室を襲い鬼刑事を人質にした脱獄犯
- 滝藤賢一 - 容疑者・ハッピーボーイ
- 友近 - 滝藤の交際相手
- 岡田圭右（ますだおかだ） - 本家ハッピーボーイ

ジミーちゃんVTR
- ジミー大西 - 警察犬を超える嗅覚をもつ伝説のポリス（大西ジミー秀明）

危険人物報告会
- 雨上がり決死隊（宮迫博之・蛍原徹） - 議長
- 勝俣州和
- YOU
- ハイヒール（モモコ・リンゴ）
- 千鳥（大悟・ノブ）
- 河本準一（次長課長）
- ライセンス（藤原一裕・井本貴史）
- ダイアン（ユースケ・津田篤宏）
- 黒瀬純（パンクブーブー）

講堂
- 蝶野正洋
- 博多大吉（博多華丸・大吉） - 警察署幹部

凶悪ギャングVSポリス
上島軍（凶悪ギャング）
- 上島竜兵（当時・ダチョウ倶楽部）
- ケンドーコバヤシ
- 原西孝幸（FUJIWARA）
- 岩尾望（フットボールアワー）
- 小宮浩信（三四郎）

出川軍（ポリス）
- 出川哲朗
- 星田英利
- クロちゃん（安田大サーカス）
- 田中卓志（アンガールズ）
- 中村喜伸プロデューサー

驚いてはいけないアメリカンポリス
- くっきー!（野性爆弾） - ママ・エレガント美と怪人・
- ママ・エレガント美の子供
- 井戸田潤（スピードワゴン） - ハンバーグ師匠
- 阿部祐二 - スッキリリポーター
- 叶姉妹（叶恭子・叶美香） - セクシーアメリカンポリス
- ゆりやんレトリィバァ - 転勤するセクシーアメリカンポリス
- 福島善成（ガリットチュウ） - 怪人・の家来
- 身長2mある女装した浜田の大男

エンディング
- ヘイポー - 創設者
- 創設者のヘイポーを急いで連れてパトカーに乗せて他の現場に行かせる黒人のヘイポー州立おまめ中央警察署のポリス
- ケツメイシ（Ryo・Ryoji・大蔵・DJ KOHNO） - エンディングテーマ（涙）

### 完全版
警察署内
- 宅麻伸 - 警察署 署長
- 長州力 - ポルターガイスト

バス内
- 小峠英二（バイきんぐ） - 依頼人
- 伊藤一朗（Every Little Thing） - チャップリン
- パンツェッタ・ジローラモ - チンピラ
- 藤波辰爾 - ドラゴン
- リッキー松本 - 日系三世
- 遠藤・父 - 「俊英喜代美のオールナイトニッポン」パーソナリティー
- 遠藤・母 - 同上

捕まってはいけないアメリカンポリス
- アニマル浜口 - 浜口家鬼
- 浜口京子 - 浜口家鬼
- 浜口初枝（アニマル浜口の妻、浜口京子の母） - 浜口家鬼
- 中西学 - 怪力レスラー鬼

警察署内
- 横澤夏子 - 結婚相談所仲人
- 田島直弥（アイデンティティ） - 野沢雅子

取り調べ
- ケンドーコバヤシ - 鬼刑事
- GO!皆川 - 脱法ドラッグの容疑者
- 西岡徳馬 - 脱法ドラッグの容疑者の共犯者（GO!西岡）

防犯パトロール
- 秋吉久美子 - ひとり暮らしの女性
- 板尾創路（130R） - 元精神科医の超凶悪犯。その後、ひとり暮らしの女性の家に幽霊として現れる。

驚いてはいけないアメリカンポリス
- 林家ペー・パー子
- 品川祐（品川庄司）
- ミキ（昴生・亜生）
- 銀シャリ（鰻和弘・橋本直）
- 福島善成（ガリットチュウ）- くっきーベアの集団と一緒に襲って来た。
- くっきーベアの集団

### 完結編
ジミーちゃんVTR
- ジミー大西 - 警察犬を越える嗅覚を持つ伝説のポリス（大西ジミー秀明）

## 主な出来事
最初に笑ったのはバスに乗り込んで笑みを浮かんだ浜田である。
引き出し（1回目）
- 松本の引き出しにはDVDがあり、それを再生すると「出演OKダービー」の映像が流れた。なおこれ以降も2回行われるが、DVDでの再生ではなく突然モニターに表示される形となった。
- 遠藤は2番の鍵があり、それを開けると押収品BOXが登場。中身は「誰でも岩崎宏美セット」が出てきて、遠藤以外の4人が笑って罰を受けた。
- 方正は1番の鍵があり、それを開けると遠藤と同じ押収品BOXが登場。中身は「誰でも美川憲一セット」が出てきて、方正以外の4人が笑って罰を受けた。
- 田中は2枚のDVDがあり、1枚目を再生すると「湯けむり殺人事件」というシミュレーションゲームが流れた。これは登場人物の問いに田中がAもしくはBのどちらかを選択して、事件解決へ導くもの。1回目は「銃を置いて説得しろ」を選択し、事件は解決へ導いたものの、人が一人死んだのに笑っているという理由で田中は1回目のタイキックを受けた。次に「もう1度選ぶことができます」と表示され、田中は「撃て」を選択。しかし、崖から転落してびしょ濡れになったタイ人キックボクサーが田中の指示[注 1]でびしょ濡れになったという理由で、2回目のタイキックを受けてしまった。2枚目も続編という形で同様のタイトルで流れ、今度はダイイングメッセージが書かれたタオルと風呂桶を選ぶもの。選択する際にはメンバーと相談して決め、田中は最初にタオルを選択すると「浜田」の名前が出て浜田がタイキックを受けた。次に風呂桶を選択すると、「松本」の名前が出てきて松本がタイキックを受けた。

引き出し（2回目）
- 遠藤は本物の「FRIDAY」（9月22日号）が登場し、インタビューを受けた蝶野正洋がジャズ・トランペット（コルネット）奏者の日野皓正の体罰の件で「オファーを受けてもビンタをしない」という内容だった。ここでの罰は全員笑っていなかったのでなし。
- 浜田は3番の鍵があり、それを開けると方正・遠藤と同じ押収品BOXが登場。中身は「誰でも鈴木雅之セット」が出てきて、浜田以外の4人が笑って罰を受けた[注 2]。なお、うち1曲の『め組のひと』は田中が被って田中以外の4人が笑って罰を受けた。さらに『ロンリーチャップリン』は松本が被り、田中が浜田のヅラを被ったものの、「全然ウケてへんやん」とスベってしまい、松本以外の4人が大笑いして罰を受けた。このシーンはDVDではカットされている。
- 田中は2つの封筒があり、1つはおまめ結婚相談所の手紙の内容。もう1つは再婚相手のプロフィールがそれぞれ登場した後、横澤夏子とお見合い相手のベッキーが登場した。その後、田中の私物や田中の母を映したインスタグラムの写真が登場し、さらに8枚の写真を並べると、「TANAKA THAI KICK」のローマ字が表記され、田中は3回目のタイキックを受けた。
- 方正はハクション大魔王のツボやコショウが登場。くしゃみをすると、パイを持った女性が登場して顔面パイを受けてしまった。

チャッキーくん人形
- 声は高戸靖広が担当。
- 方正ががきデカにお色直しした後、鍵を掛けられて檻の中に閉じ込められた呪いのチャッキーくん人形が「俺は呪いの人形 アイム 方正 ワッハッハッハ…」と高笑いし、方正本人が笑ってもいないのに罰を受けた。これ以降、呪いのチャッキーくん人形が笑う度に罰を受け[注 3]、方正が無限のお仕置き地獄に陥ってしまう。これを止めるため、方正は罰を受けながらも4人と協力して、鍵の番号を解き明かしていく[注 4]。

驚いてはいけないアメリカンポリス
- くっきーが寝ている瞬間、照明が暗くなった直後に2018年の年が明けた。

## あいうえお作文
（エンディング）お題：ポリス 作者：ヘイポー
ポ - ポンコツで 
リ - リスのように 
ス - スカンク 

## スタッフ
- 企画構成：松本人志、浜田雅功
- ナレーター：広中雅志
- 構成：高須光聖/塩野智章、西田哲也、鈴木雅貴、八代丈寛、深田憲作、ゴージャス染谷、渡辺陽介/堀江B面、ビル坂恵、辻健一、白武ときお、米田匡篤、河野有、渡辺勇穂、大塚泰博、宮本有美香、高橋邦彦、南本真希、橋本圭太朗、紀平大智、関根太郎、関野樹
- TM：新名大作
- 美術プロデューサー：稲本浩、山本澄子
- デザイン・イラスト：安居院一展
- TK：田中彩
- 技術協力：NiTRo、共立、ジャパンテレビ、バンセイ、東京オフラインセンター、ビデオウイング、共同テレビジョン、千代田ビデオ、コスモ・スペース、クロステレビ、ヌーベルバーグ、東京音研映像、ジェイ・クルー、映像バンク、小輝日文、ティスマンサービス、SANY、FVA、アーク・ビデオ、ヒビノベスコ、ビデオサービス、サークル、EAT、NKL、西尾レントオール
- 美術協力：日テレアート、中央宣伝企画、ル・オブジェ・アール・スタジオ、テレフィット、京阪商会、東京衣裳、テルミック、俳優座劇場、奥松かつら
- ロケ協力：勝浦市役所、三上政工務店、国際武道大学、サンエス警備保障、JRC日本引越センター、たかばし産業、緑水亭 勝浦別館 翠海、ホテル里杏、勝浦ホテル三日月、おさかな村、かがくの会社、タカハシレーシング、特効、シャドウ・スタント・プロダクション、大新旅館、SOCO'S Anniversary、SHIROKANE LOUNGE、NTT日比谷ビル/デイナイト、Q.E.D.CLUB、BLAZE、ドッグトレーニング アッシュ、ロボットゆうえんち、阪神交易、関西サイクルスポーツセンター
- 写真協力：アフロ、OZアカデミー女子プロレス
- デスク：伊藤里佳
- ケータリング：内野幸
- エキストラ：福原啓介、仙田麻子
- アドバイザー：斉藤敏豪
- 制作進行：土屋良介、近藤拳士、飯作直哉、成瀬広靖
- 協力プロデューサー：大友有一、斎藤政憲
- キャスティングP：中村喜伸（アンビエント）、小紫弘三（バックアップメディア）、金沢紀子、長江康裕（よしもとクリエイティブエージェンシー）
- AP：小川望、小黒みやこ、増田沙織、荻利恵、藤田志帆、加藤和恵、橋本直美
- ディレクター：堤本幸男（バックアップメディア）、大輪和孝、鶴田哲朗/山本カンスケ（オフィスクライン）、松﨑秀峰・川口順也・小山貴広・飛田一充（共にザ・ワークス） /島田健作、諏訪裕紀（オリオンクルー）、間篠高行、生駒真也（ROFL）、小川真人、平林淳/住田拓英、名嘉鎮士、青木孝之、玉垣貴史、大室博一、荒木志宜、前田匡寛、宮川貴匡（バックアップメディア）
- 演出：高橋敬治、田中竜登、但木洋光、黒川高
- プロデューサー：鈴木淳一/堀金澄彦、山口敦司、原田里美、伊藤真和、渡辺紘子、当麻康夫、井上裕次
- 監修：柳岡秀一
- チーフプロデューサー：森實陽三
- 協力：吉本興業
- 制作協力：charlie's ZORO、THE WORKS、テレバイダー、ZION
- 製作著作：日本テレビ

## 反響

### 視聴率
番組平均視聴率は第1部（18:30 - 21:00）が17.3%、第2部（21:00 - 翌0:30）が16.3%だった（ビデオリサーチ調べ、関東地区・世帯・リアルタイム）。紅白の裏番組として8年連続で民放の首位となった。
2018年1月6日に放送された『完全版SP!!』は13.9%を記録した（ビデオリサーチ調べ、関東地区・世帯・リアルタイム）。

### 論争

#### 浜田のブラックフェイス問題
本番組の序盤で浜田雅功が『ビバリーヒルズ・コップ』のアクセル・フォーリーを演じたエディ・マーフィに扮するために黒塗りのメイクをしたことについて論争が巻き起こった。
アメリカ出身で日本に住むコラムニストのバイエ ・マクニールはツイッター上で浜田の扮装がブラックフェイスにあたるとツイッターで述べた。のちにマクニールはメディアの取材の中で当時の気持ちについて「悲しみ、怒り、心配など何とも言えない複雑な心境になった」と振り返り、ブラックフェイスが人種差別に当たることを多くの人に気づいてほしいという思いからツイートし、「差別意識がなくてもブラックフェイスは侮蔑的で差別的だと広く認識されているため、日本のテレビ番組がブラックフェイスを続けるなら、日本は差別的で無知な国だと思われてしまう」とも述べている。BBCはこの問題の類似事案として、日本人俳優が金髪のかつらとつけ鼻で西洋人を表現したCMが抗議をうけて放送中止になったことをあげた。
その一方で、白人が黒人をまねるミンストレル・ショーについて日本の視聴者が知っているか否かや、演者や視聴者が差別の経緯を知らなくても黒塗りメイクは人種差別に相当するのかといった論争も巻き起こっており、「アメリカで不適切なことが世界中でもそうだとは限らない」といった意見のほかにも、「浜田はエディ・マーフィに敬意を払うためにあのような扮装をした」と番組を擁護する意見もあった。また、スポーツ報知は「黒人に扮しただけで差別だと指摘する人たちこそ優劣をつけて人種を見ている」というタレント・フィフィの意見を紹介している。なお、浜田の黒塗りメイクの場面は1月6日に放送された完全版においても、「浜田がエディ・マーフィ演じる刑事にふん装中」というテロップを付け加えたうえでそのまま放送された。
1月14日、松本人志はフジテレビ系列のバラエティー番組『ワイドナショー』にて、「色々言いたいことはあるんですけども、面倒くさいので『浜田が悪い』といい」と述べ、「物まねとかバラエティーで黒塗りが無しでいくんですね？はっきりルールブックを設けてほしい」と語った。
AbemaTVの番組『けやきヒルズ』は日本テレビにこの問題について質問し、2018年1月12日放送分の中で日本テレビから「ご指摘のシーンについては、ダウンタウンの浜田さんが、あくまで、映画『ビバリーヒルズ・コップ』で俳優のエディ・マーフィさんが演じる主人公『アクセル・フォーリー』に扮したもので、差別する意図は一切ありません。本件をめぐっては、様々なご意見があることは承知しており、今後の番組作りの参考にさせていただきます」という回答が得られたことを明らかにした。ハフィントンポスト日本版編集長の竹下隆一郎は同番組の中で、この問題が拡大した原因について、「日本テレビ側に差別の意図はなかったと思う。ただ無自覚の差別こそ問題。（中略）今回、エディ・マーフィをものまねしている意図はわかるが、黒く塗ったことによって『肌が黒い人をまねた』と範囲が広がってしまった。つまり『黒人の肌の色を笑った』と捉えてしまう人がいた。それがたとえものまねのつもりだったとしてもそう思われた時点でもう許される問題ではない。」と語り、「黒人差別問題は日本だとなじみがないかもしれないが、日本だと例えば原爆に触れるのと同じこと。もし被ばく者のものまねがあったとして、お笑い番組だから許してくださいと言われてもさすがに日本人も怒ると思う。それに匹敵するようなテーマだと思う」と自らの見解について述べた。また、竹下はインタビューに答えた外国人から、歴史に関する言及や「人種差別に対する無知が多い」という指摘があったことにも触れ、この問題で誰かを攻撃するのではなく、歴史などの知識や時代の変化などを知った上でお笑いを作ってほしいと締めくくった。その後、竹下は2月26日のマイナビニュースの記事の中で、一連の記事に対して国内外から批判が寄せられたことを明らかにした。「甘すぎる」という海外のハフィントンポスト編集部に対し、竹下は『トカゲのおっさん』や『ゴレンジャイ』といったコントを例に挙げ、ダウンタウンが毒もあるが愛にあふれたお笑いを生み出してきたことを説明した。「この報道でお笑いがつまらなくなったらどうする」という国内の批判に対し、「日本のような文化もグローバルな価値観に晒されてアップデートする必要があるが、自分がお笑い好きということもあり、100%はっきりとした結論を出せない」とマイナビニュースの記事の中で述べている。2月4日の『ガキの使いやあらへんで』のフリートークでこの問題が取り上げられたことについて、竹下は「批判的なメディアとコミュニケーションをとってくれた」と評価した一方、1月の『ワイドナショー』における松本の発言については、「ルールブックの作成は表現の硬直化につながるので、少し違うと思う」と述べている。
岐阜大学の教授を務める文化人類学者のジョン・G・ラッセルは1月19日の朝日新聞の記事の中で、浜田の扮装が人物の中身や個性まではまねていないため、黒人一般を模したと思われる可能性が高いと指摘した。また、国内外で活動するお笑い芸人のぜんじろうは、「笑いにするなら相手への尊敬と愛情、そして覚悟が必要。色々な意見が出ることを予測し、批判に対して声を上げるのがプロデューサーの役目。そうでないとタレントだけが批判される」と批判に対して応えなかった番組側の姿勢に対して批判し、「日本が国際社会というなら、世界の常識や歴史的背景を知り、配慮する番組作りというのも大切になってくるのでは」と朝日新聞の記事の中で述べた。
メディア研究家の衣輪晋一は、オリコンに寄せた記事の中で、一般ユーザー1,000人に調査した結果、「黒塗りメイクを差別だと思う」が7.9%、「黒塗りメイクを差別だと思わない」が55.6%、「どちらともいえない」または「わからない」という回答が36.5%を占めたことを明らかにし、同時に行われたバラエティー番組演出の規制が厳しくなったことについての調査結果として、「妥当だと思う」という回答が18.2%、「妥当ではないと思う」が43.9%、「どちらともいえない」又は「わからない」という回答が37.9%を占めたということも明らかにした。衣輪はこれらの調査結果や松本のコメントを分析し、視聴者にとってもこの問題が流動的でとらえにくいという見解を示した。また衣輪は、数日後に寄せた記事の中で、「『誰かが傷つくことはやるべきではない』とは考えるが、黒人を差別してきた欧米の歴史や責任を押し付けられている違和感があった。」と述べ、日テレの姿勢についても「年末の風物詩である“ガキ使”までも終了の憂き目にあるのは御免被りたいとする意志の表れのようにも思える」と語った。
日本で活躍する黒人お笑いタレントのアイクぬわらはBLM運動と共にこの件に触れ、「決して、黒人をバカにしていたわけじゃないと思います。でも、海外の人はそういう背景を知りません。海外では白人が顔を黒く塗って黒人をバカにしていた歴史があり、ゆえに差別と思われたんです。互いが互いの文化・歴史を知らないからの悲劇。どちらも知っている僕としては、とても残念な事件でした。」と評している。

#### その他
出演者の一人であるベッキーに対するタイキック（いつもの男性タイキックボクサーではなく、女性のタイキックボクサーが登場）についてもツイッター上で批判の声があがったと東京スポーツは報じている。ベッキーはタイキックについて「仕掛け人として参加したが、逆ドッキリされるのもタレントとしてありがたかった」と2018年1月6日に放送されたラジオ番組『ミッドナイト・ダイバーシティー〜正気のSaturday Night』の中で述べている。
また東京スポーツは、毎年行われていた「上島竜兵と出川哲朗が空気をお尻に入れられて、腕相撲をしてオナラした方が負け」という企画が、放送直前の12月に尻に空気を入れたことによる死亡事故が実際に発生したことを理由にお蔵入りにされたことも報じた。土田晃之は「マネするからダメなんて言ったら、ドラマで人が死ぬシーンはダメだし、映画でドンパチやるのもマネしちゃ困る。そしたら何もできない。面白いものだから、全然やってほしいですけどね」とコメントした。